# Dixon (Oklahoma)
Pour les articles homonymes, voir Dixon.
Dixon est une census-designated place du comté de Seminole, dans l'État d'Oklahoma, aux États-Unis,. En 2020, elle compte une population de 168 habitants.